# Il verdetto (film 1982)
Il verdetto (The Verdict) è un film del 1982 diretto da Sidney Lumet e interpretato da Paul Newman e Charlotte Rampling.
Dramma giudiziario tratto dall'omonimo romanzo di Barry Reed, fu un successo di pubblico e critica e ottenne cinque candidature agli Oscar e altrettante ai Golden Globe.
L'American Film Institute lo ha posizionato al 75º posto nella lista dei cento film statunitensi più commoventi di sempre e al 4º posto tra i migliori drammi giudiziari nella AFI's 10 Top 10, che include i dieci migliori film statunitensi di sempre all'interno di dieci generi. Nel 2003, Frank Galvin è stato inoltre uno dei 400 personaggi scelti dall'AFI per essere inclusi tra i cinquanta eroi del cinema americano, non riuscendo però a entrare nella classifica finale. Nel 2006 la sceneggiatura scritta da David Mamet è risultata 91ª nella classifica delle migliori sceneggiature di tutti i tempi stilata dalla Writers Guild of America.

## Trama
Frank Galvin, ex avvocato di successo ora alcolizzato, si ritrova tra le mani una causa complessa e assai importante in cui viene citato un famoso ospedale. Logica vorrebbe che Frank accettasse i 210.000 dollari di risarcimento che l'ospedale offre per patteggiare e non procedere in giudizio, ma la drammatica visione dello stato in cui versa la propria cliente, in coma a causa della gravissima negligenza dei medici, e il suo rinnovato spirito di rinascita umana e professionale, lo spingono ad affrontare la causa, anche contro la volontà dei familiari della stessa assistita. Dovrà resistere contro i colpi del celeberrimo avvocato dell'istituto sanitario, che lo priverà del principale consulente alla difesa e che corromperà una affascinante donna per spiarne le mosse.

## Produzione
I produttori Richard D. Zanuck e David Brown acquistarono i diritti cinematografici del romanzo di Barry Reed nel 1980, prima della sua pubblicazione, per 150.000 dollari più il 2,5 percento dell'incasso al botteghino. Il 2 gennaio 1981 The Hollywood Reporter indicò Roy Scheider come prima scelta per la parte di Frank Galvin, anche se altre fonti riportarono che per il ruolo del protagonista Brown e Zanuck avevano a lungo inseguito Robert Redford. La sceneggiatura fu affidata al drammaturgo David Mamet e James Bridges fu proposto per dirigere il film, ma i suoi impegni con le riprese di Urban Cowboy portarono alla ricerca di un altro regista. La scelta ricadde su Arthur Hiller, che tuttavia rifiutò dopo che erano emerse "differenze concettuali" con Mamet e anche quest'ultimo fu sostituito da Jay Presson Allen.
Brown e Zanuck si rivolsero quindi a Sidney Lumet, ma all'epoca anche lui non era disponibile. Dopo lo sciopero della Writers Guild of America dell'estate 1981, Bridges tornò nel progetto con una sua sceneggiatura e Robert Redford accettò di recitare nel film. Sebbene non ci fosse ancora un impegno scritto, l'attore approvò l'inclusione del suo nome in un opuscolo promozionale che pubblicizzava i futuri progetti della Twentieth Century-Fox. L'avvio della produzione fu rimandato a fine ottobre, per evitare problemi legati allo sciopero degli sceneggiatori, e il budget iniziale di 12 milioni di dollari aumentò a 16 milioni.
Paul Newman fu scritturato per interpretare Ed Concannon, l'avvocato rivale di Redford, tanto che i media annunciarono la reunion delle due star dopo La stangata. Ma alla fine dell'estate sia Redford che Bridges lasciarono il progetto a causa di divergenze creative sulla sceneggiatura, in particolare sul personaggio di Galvin che l'attore avrebbe voluto interpretare come «un crociato su un cavallo bianco», il che differiva notevolmente dal personaggio del romanzo. Il Daily Varierty del 22 settembre 1981 confermò che Sidney Lumet aveva accettato di dirigere la versione di Mamet e che Newman aveva assunto il ruolo principale (per il quale erano stati considerati anche Cary Grant, Dustin Hoffman e Frank Sinatra) mentre quello di Concannon fu affidato a James Mason.

### Riprese
Le riprese iniziarono il 2 febbraio 1982 a Boston, dove furono girate scene nella Massachusetts State House di Beacon Hill (i corridoi del tribunale, le scene nell'ospedale), la South Boston High School, la Suffolk County Courthouse, il Quincy Market e la William F. Spencer Funeral Home (l'impresa di pompe funebri da cui Galvin viene cacciato). Dopo due settimane di lavorazione le riprese proseguirono a New York dove terminarono a metà aprile. Tra le location furono utilizzate la Fordham University e la scuola cattolica femminile Otto H. Kahn House di Manhattan (l'ufficio del vescovo dove Galvin rifiuta l'offerta di denaro), mentre per la casa del dottor Gruber venne utilizzata quella al 151 di Willow Street nel quartiere di Brooklyn Heights, in passato residenza del drammaturgo Arthur Miller.
Il 28 gennaio 1983 il Daily Variety riportò che i Kaufman Astoria Studios di New York, in cui erano state effettuate parte delle riprese, erano stati inavvertitamente omessi dai titoli finali e che la produzione desiderava «ringraziare gli amministratori della struttura per l'assistenza, la cooperazione e il loro interesse» durante le riprese del film.

### Cast
Nel film sono presenti, non accreditati, un giovane Bruce Willis in una delle sue prime apparizioni sul grande schermo, e Tobin Bell, noto in seguito soprattutto per il ruolo di John Kramer nella saga di film horror Saw. Entrambi compaiono tra il pubblico nell'aula di tribunale, seduti uno vicino all'altro.

## Colonna sonora
La colonna sonora composta da Johnny Mandel è stata pubblicata nel 2007 dalla Intrada Records e nel 2018 dalla Kritzerland, in entrambi i casi in un'edizione limitata che includeva anche quella del film Squadra speciale del 1973.

## Distribuzione
Inizialmente la 20th Century Fox aveva deciso di far uscire il film Monsignore di Frank Perry nel dicembre 1982, mentre la distribuzione de Il verdetto era prevista per il febbraio 1983. Secondo quanto riferito dalla rivista Variety, la produzione decise però di anticipare l'uscita del primo al 22 ottobre a causa dell'argomento controverso, considerato inappropriato per la stagione natalizia, per cui anche Il verdetto venne riprogrammato e fu proiettato in anteprima il 7 dicembre allo Ziegfeld Theatre di New York e il 15 dicembre a Los Angeles.

### Date di uscita
- 7 dicembre 1982 negli Stati Uniti (The Verdict) e in Canada (The Verdict)
- 16 gennaio 1983 in Brasile (O Veredicto)
- 14 febbraio in Francia (Le Verdict)
- 24 febbraio in Australia (The Verdict) e Regno Unito (The Verdict)
- 25 febbraio in Italia (Il verdetto)
- 1º marzo in Portogallo (O Veredicto)
- 4 marzo in Svezia (Domslutet)
- 6 marzo in Norvegia (Dommen)
- 17 marzo in Argentina (Será justicia) e Spagna (Veredicto final)

- 19 marzo in Giappone (評決)
- 24 marzo in Belgio
- 25 marzo in Danimarca (Dommen)
- 29 marzo in Uruguay
- 30 marzo in Colombia
- 31 marzo in Germania Ovest (The Verdict - Die Wahrheit und nichts als die Wahrheit)
- 1º aprile in Finlandia (Todistaja)
- 8 aprile in Grecia (I etymigoria) e Messico (Será justicia)
- 6 maggio in Irlanda (The Verdict)

### Edizioni home video
La prima edizione in DVD è quella distribuita nel 2004 dalla 20th Century Studios Home Entertainment. Nel 2007 è uscita una nuova edizione con tre featurettes: Paul Newman: The Craft of Acting, Milestones in Cinema History: The Verdict e Sidney Lumet: The Craft of Directing, distribuita nel 2013 anche in versione Blu-ray.

## Accoglienza

### Incassi
Negli Stati Uniti il film incassò complessivamente 54 milioni di dollari, risultando 11º tra i maggiori incassi del 1982.

### Critica
Il sito Rotten Tomatoes riporta l'89% di recensioni professionali con giudizio positivo e il seguente consenso critico: «Paul Newman è al culmine delle sue capacità nei panni di un avvocato che non è mai stato all'altezza del suo potenziale in The Verdict, supportato dalla sceneggiatura scoppiettante di David Mamet e dalla regia sicura di sé di Sidney Lumet». Il sito Metacritic assegna al film un punteggio di 77 su 100 basato su 17 recensioni, indicando un giudizio generalmente favorevole.
Sul New York Times Janet Maslin definì il film «intelligente, piacevole e ricco di suspense» e quello dell'avvocato Frank Galvin «il ruolo migliore che il signor Newman abbia mai interpretato e la performance più acuta e solida che abbia mai realizzato». Stanley Kauffmann di The New Republic apprezzò sia la storia, «per lo più ben costruita e con un ritmo vivace», che i personaggi «disegnati con quella qualità acuta e rapida del buon intrattenimento in cui le piccole cose contano molto», così come anche le scenografie di Edward Pisoni e la fotografia di Andrzej Bartkowiak».
Anche il critico Roger Ebert elogiò il film sul Chicago Sun-Times: «La sceneggiatura di David Mamet è una meraviglia di buoni dialoghi, personaggi ben visti e una struttura che ripaga nella grande scena dell'aula giudiziaria, come richiede il genere. In quanto dramma giudiziario, Il verdetto è un'opera superiore». A proposito di Newman, scrisse che «le performance, i dialoghi e la trama lavorano tutti insieme come una macchina rara... ma è l'interpretazione di Newman che rimane nella mente... se porti empatia nel film, se permetti a te stesso di pensare a quello che sta passando Frank Galvin, non c'è un momento di questo film che non sia avvincente».
Meno entusiasta fu la recensione del rivista  Variety: «Ci sono molte belle interpretazioni e delicate questioni morali... ma in qualche modo ciò non è sufficiente per renderlo il film avvincente che dovrebbe essere. La sceneggiatura di David Mamet offre poco fuori dall'ordinario».
Su La Stampa Stefano Reggiani parlò di «un elogio del coraggio individuale, ma con realismo e scetticismo... quel che resta della tradizione nobilissima del film-denuncia americano».

## Riconoscimenti
- 1983 – Premio Oscar
  - Candidatura al miglior film a Richard D. Zanuck e David Brown
  - Candidatura al miglior regista a Sidney Lumet
  - Candidatura al miglior attore a Paul Newman
  - Candidatura al miglior attore non protagonista a James Mason
  - Candidatura alla migliore sceneggiatura non originale a David Mamet
- 1983 – Golden Globe
  - Candidatura al miglior film drammatico
  - Candidatura al miglior regista a Sidney Lumet
  - Candidatura al miglior attore in un film drammatico a Paul Newman
  - Candidatura al miglior attore non protagonista a James Mason
  - Candidatura alla migliore sceneggiatura a David Mamet

- 1982 – National Board of Review of Motion Pictures Awards
  - Miglior regista a Sidney Lumet
  - Top Ten Films
- 1982 – Los Angeles Film Critics Association Awards
  - Candidatura al miglior attore non protagonista a James Mason
  - Candidatura alla miglior fotografia a Andrzej Bartkowiak
- 1983 – Writers Guild of America Award
  - Candidatura alla miglior sceneggiatura adattata a David Mamet
- 1983 – David di Donatello
  - Miglior attore straniero a Paul Newman